# Fryzja (prowincja)
Fryzja (niderl., fryz. Fryslân) – prowincja w północnej Holandii. Hymnem Fryzji jest De âlde Friezen.

## Informacje ogólne
- stolica: Leeuwarden
- liczba mieszkańców: 644 172 (31 sierpnia 2008)
- powierzchnia: 5748,74 km²
- język: niderlandzki, fryzyjski
- największe miejscowości: Leeuwarden, Drachten, Heerenveen, Harlingen, Sneek, Franeker, Joure, Wolvega, Dokkum i Lemmer
- Struktura wyznaniowa (2005): Katolicyzm – 6%, Protestantyzm – 30%, Islam – 2%

## Geografia
Fryzja od północy i zachodu ograniczona jest wodami Morza Północnego oraz sztucznego jeziora IJsselmeer. Na północy znajdują się cztery wyspy fryzyjskie: Vlieland, Terschelling, Ameland i Schiermonnikoog, które są oddzielone od lądu płytkim Morzem Wattowym. Od wschodu graniczy z prowincjami Drenthe i Groningen, od południa z Overijssel i Flevoland, od zachodu dzięki wybudowanej w 1932 roku autostradzie i jednocześnie tamie Afsluitdijk z prowincją Holandia Północna.

## Kultura

### Język
We Fryzji mieszkańcy posługują się głównie językiem niderlandzkim oraz fryzyjskim, który w 1990 roku otrzymał status „oficjalnego języka regionalnego”. Fryzyjskie miejscowości oznakowane są w dwóch językach, natomiast nauka języka fryzyjskiego w szkołach jest powszechna.

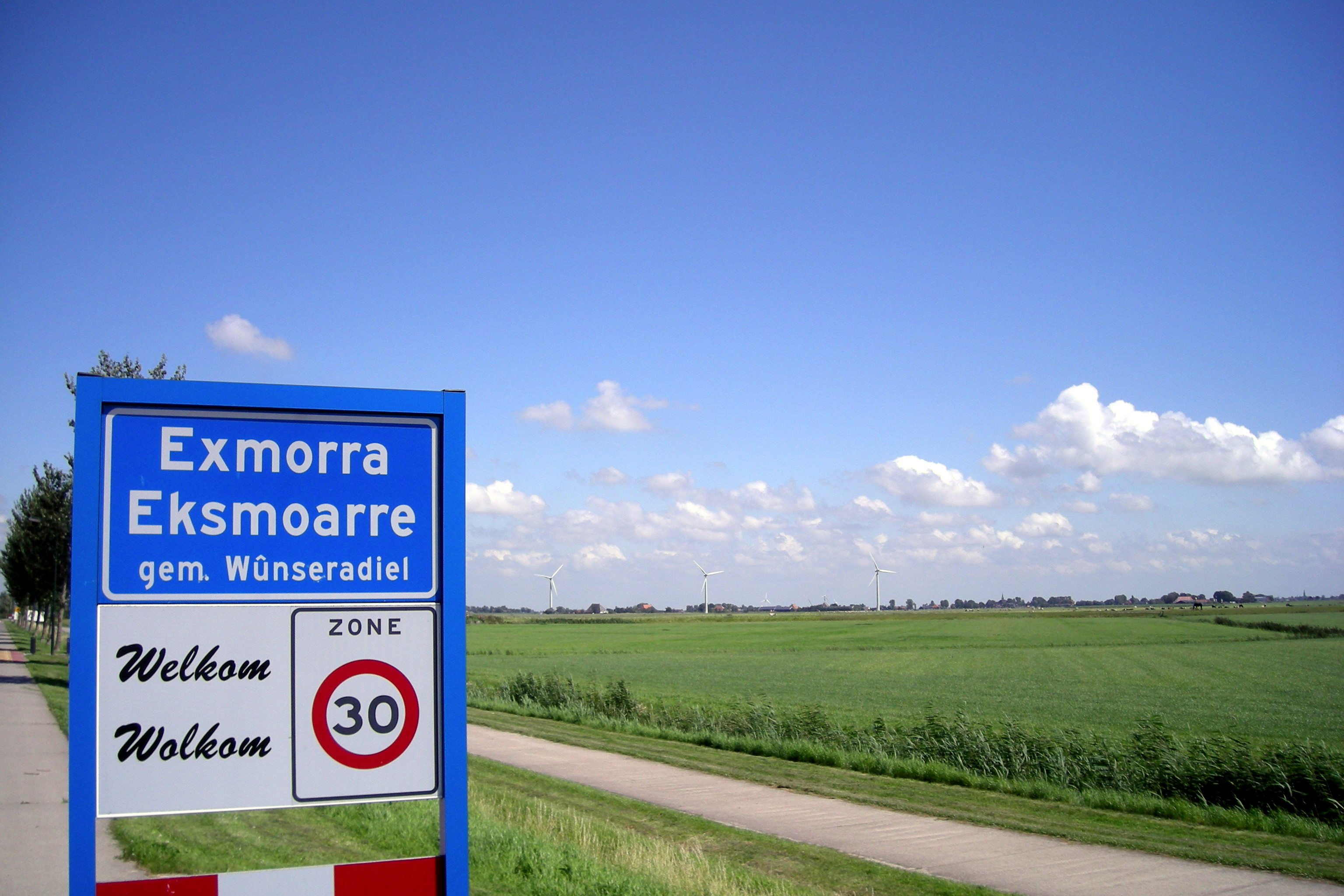
Tablica przed miejscowością z tekstem w dwóch językach

### Sport
Najbardziej znany zespół piłkarski Fryzji to SC Heerenveen, występuje obecnie w Eredivisie.
W Eredivsie występuje również inny zespół z Fryzji – SC Cambuur.

## Podział Administracyjny

### Gminy
Fryzja dzieli się na 18 gmin, w nawiasie siedziba gminy:
- Achtkarspelen (Buitenpost)
- Ameland (Ballum)
- Dantumadiel (Damwâld)
- De Fryske Marren (Joure)
- Harlingen (Harlingen)
- Heerenveen (Heerenveen)
- Leeuwarden (Leeuwarden)
- Noardeast-Fryslân (Dokkum)
- Ooststellingwerf (Oosterwolde)
- Opsterland (Beetsterzwaag)
- Schiermonnikoog (Schiermonnikoog)
- Smallingerland (Drachten)
- Súdwest-Fryslân (Sneek)
- Terschelling (West-Terschelling)
- Tytsjerksteradiel (Burgum)
- Vlieland (Oost-Vlieland)
- Waadhoeke (Franeker)
- Weststellingwerf (Wolvega)

### Miasta
Na jej terenie znajduje się 11 miast (w nawiasach nazwy fryzyjskie):
- Leeuwarden (Ljouwert)
- Sneek (Snits)
- IJlst (Drylts)
- Sloten (Sleat)
- Stavoren (Starum)
- Hindeloopen (Hylpen)
- Workum (Warkum)
- Bolsward (Boalsert)
- Harlingen (Harns)
- Franeker (Frjentsjer)
- Dokkum (Dokkum)

Niektóre z powyższych miast są mniejsze od miejscowości pozbawionych praw miejskich, największe z takich miejscowości to:
- Drachten (Drachten)
- Heerenveen (It Hearrenfean)
- Lemmer (De Lemmer)